# Chiesa di Santa Maria Assunta (Tramonti)
La chiesa di Santa Maria Assunta è una chiesa nella frazione di Cesarano nel comune di Tramonti.

## Storia

### Preesistenze e fondazione
Il casale di Cesarano, primo tra i casali di Tramonti ad essere fondato, è stato nel Medioevo teatro di numerosi eventi bellici, qui, infatti, sorgeva una bastia che distrutta insieme al castrum di Montalto nel 1131, fu  adattata a chiesa.
L'anno di fondazione della chiesa è sconosciuto, potrebbe risalire al XII secolo.

### Ampliamento del 1514 e ritrovamento delle reliquie di San Trifone
Nel 1514 la chiesa subì un importante lavoro di restauro, tanto che venne ricostruita.
Nel mese di agosto dello stesso anno, al di sotto dell'altare maggiore furono scoperte una lapide e una cassetta di legno con all'interno le reliquie del braccio e della mano di San Trifone.
Le reliquie giunsero dall'abbazia di San Trifone di Ravello prima alla chiesa di Santa Maria della Neve di Capitignano (all'epoca una grangia dell'abbazia ravellese) e poi furono trasferite nella chiesa di Cesarano.
Dopo la peste del 1656 gli abitanti di Cesarano commissionarono un busto reliquiario in argento, per la protezione ottenuta dal santo.

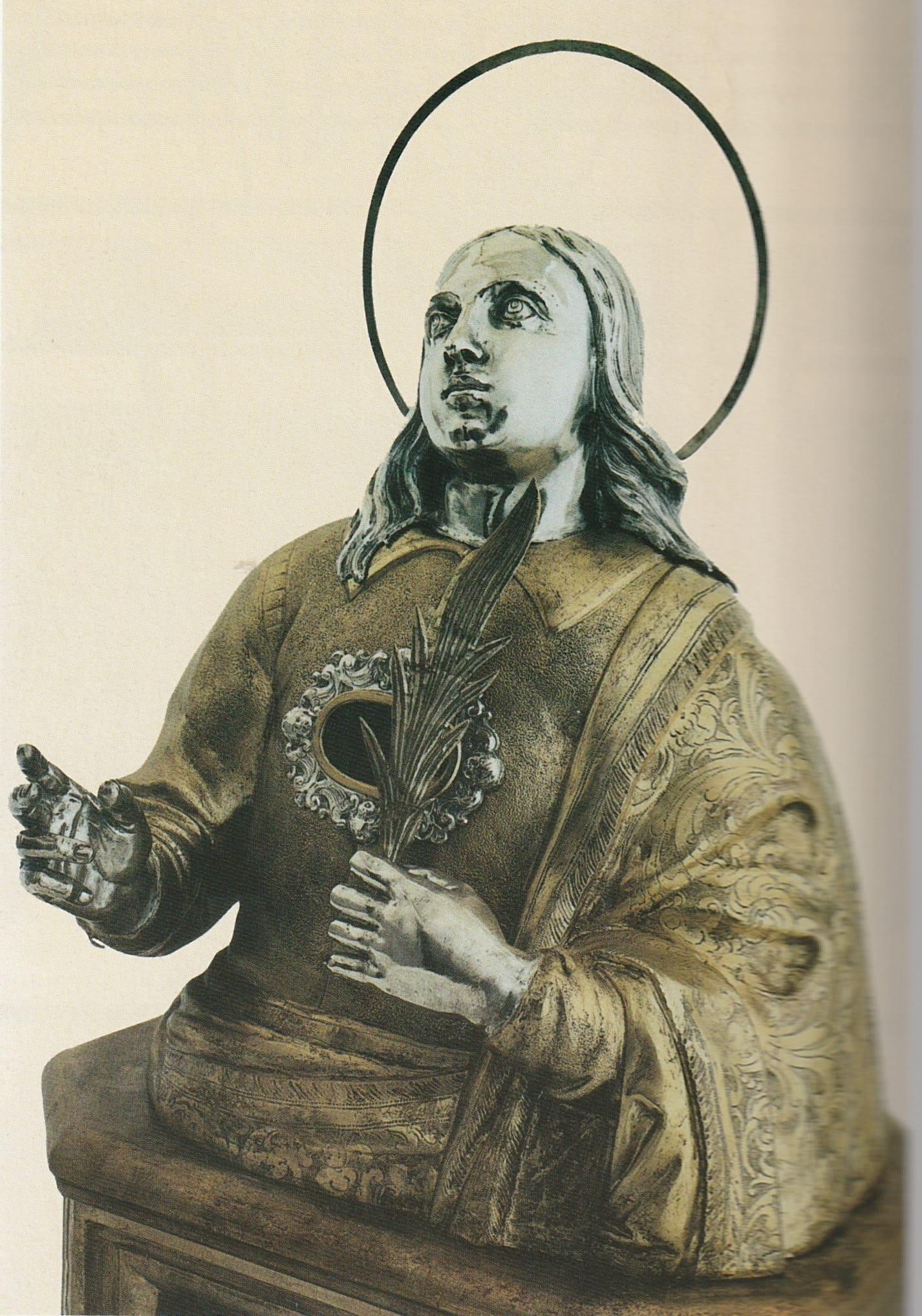
Il busto reliquiario di San Trifone, conservato nella prima cappella della navata destra

### Restauro del 1791
Nel 1791 durante una visita pastorale Mons. Antonio Puoti riporta che nella chiesa erano in corso dei lavori a fundamentis. La chiesa fu completamente rinnovata e il costo del restauro fu di 1600 ducati, come riportato dal Parroco del tempo Luigi Vollaro.

### Incuria e crollo del tetto
Dopo i lavori del 1791 non ne seguirono altri, la chiesa visse un lungo periodo di incuria tanto che una parte del tetto, quella posta sul transetto, crollò. 
(Don Francesco Amatruda, "Cesarano" in "Le mie parrocchie", 2013, p. 36.)
Nonostante questo nella chiesa continuavano a svolgersi le celebrazioni liturgiche. L'altare maggiore resosi inagibile, fu sostituito da uno mobile in legno.
Successivamente lo stato finanziò alcuni lavoro di restauro, in luogo del transetto venne realizzata una cupola e la navata centrale fu ricoperta da un solaio in calcestruzzo.

### Il terremoto del 1980 e il restauro tardivo
A causa del terremoto del 1980 la cupola precedentemente costruita, crollò e con lei anche l'altare maggiore. La chiesa divenne inagibile e fu chiusa per lungo tempo. Per sovvenire alla mancanza di un luogo sacro fu costruita una struttura in lamiere dove furono spostate le funzioni parrocchiali.
Nel 1998 fu realizzata la pavimentazione in cotto e maioliche.